# Yuta Koide
Yuta Koide (小出 悠太 Koide Yuta?), född 20 oktober 1994 i Chiba prefektur, är en japansk fotbollsspelare.
Koide började sin karriär 2017 i Ventforet Kofu. Han spelade 79 ligamatcher för klubben. 2020 flyttade han till Oita Trinita.